# III Mundial de Futevôlei 4 por 4
O III Mundial de Futevôlei 4 por 4, ou Mundialito de Futevôlei 4x4 SulAmérica de 2013, foi a terceira edição do Mundial de Futevôlei 4 por 4 (e a primeira com a alcunha de Mundialito). O torneio foi disputado nos dias 9 e 10 de Março de 2013, nas areias da Praia de Copacabana.

## Equipes
Grupo A
- Brasil A (liderada por Renato Gaúcho),
- Paraguai
- Argentina
- Espanha

Grupo B
- Brasil B (com Djalminha),
- Portugal,
- Uruguai,
- Itália,

## Resultados
Grupo A
- Brasil A 25 x 3 Espanha
- Paraguai 25 x 11 Argentina[3]
- Brasil A 25 x 20 Paraguai[4],
- Argentina 25 x 19 Espanha.

Grupo B
- Brasil B 25 x 24 Portugal[5]
- Itália 25 x 9 Uruguai[6]
- Brasil B X Itália,
- Portugal x Uruguai.

### Fase Final
|  | Semifinais | Semifinais |   |             | Final       | Final |  |
|  |            |            |   |             |             |       |  |
|  | 9 de março |            |   |             |             |       |  |
|  | Brasil A   | 25         |   |             |             |       |  |
|  | Brasil B   | 23         |   |             |             |       |  |
|  |            |            |   |             |             |       |  |
|  |            |            |   |             | 10 de março |       |  |
|  |            |            |   |             | Brasil A    | 15    |  |
|  |            | Paraguai   | 6 |             |             |       |  |
|  |            |            |   |             |             |       |  |
|  |            |            |   |             |             |       |  |
|  |            |            |   |             | 3º lugar    |       |  |
|  | 9 de março | 9 de março |   | 10 de março | 10 de março |       |  |
|  | Paraguai   | 25         |   | Brasil B    | 17          |       |  |
|  | Portugal   | 15         |   |             | Portugal    | 25    |  |

## Premiação
- O brasileiro Cinho, do Brasil B, foi considerado o melhor jogador do torneio[7];
- Marcelinho, do Brasil A, foi o "maior pontuador" do campeonato[7],
- o brasileiro naturalizado português Elinton recebeu o prêmio de "revelação"[7].